# Boulevard Pokrovski
Le boulevard Pokrovski (en russe : Покровский бульвар, littéralement : boulevard de l'Intercession de la Vierge) est une voie de Moscou.

## Situation et accès
Ce boulevard du centre historique de la rive droite de la Moskova, fait partie de l'Anneau des boulevards. Il commence à la place Khokhlovskaïa au nord et se termine au boulevard Iaouzski au sud. 

## Origine du nom
Son nom provient de la porte, aujourd'hui disparue, des remparts de la Ville Blanche (Bely Gorod) démolis à la fin du XVIIIe siècle et fait référence à la fête de l'Intercession de la Mère de Dieu, fête orthodoxe importante.

## Historique
Les terrains occupés par le boulevard furent habités dès le XVIe siècle, notamment par des serviteurs subalternes de la cour (chatiornitchie). Au XVIIIe siècle, des représentants de grandes familles comme les Cantemir, les Romodanovski, les Chtcherbatov, ou les Dournovo s'y installent. Les remparts démolis en 1760 laissèrent la place à une zone populeuse qui nécessita la prolongation de l'Anneau ou de la Ceinture des boulevards en 1820, après l'incendie de 1812.
Paul Ier voulut y faire construire une immense caserne (la caserne Pokrovski), mais le coût important de la construction ne permit de voir ce projet aboutir qu'en 1830. Jusqu'alors il exista un bâtiment pour un bataillon de mousquetaires (le VIIe bataillon du régiment Navachinski). L'extrémité du boulevard, où se situe la caserne, n'a été élargie qu'en 1891, et réunie après la Seconde Guerre mondiale au reste du tronçon.

## Bâtiments remarquables et lieux de mémoire
- no 3/3-1 : Caserne Pokrovski, construite par Domenico Gilardi dans le style néo-classique
- no 5/2 : Station de téléphone de Taganskaïa, construite en 1929 par V. Martynovitch
- no 7 : Hôtel particulier de la famille Krestovnikov-Naïdionov, aujourd'hui ambassade d'Iran
- no 9 : Hôtel particulier de la famille Krestovnikov
- no 9/1 : Immeuble de rapport ayant appartenu aux Krestovnikov
- no 11 : Ancien hôtel particulier des princes Dourassov, construit à la fin du XVIIIe siècle par Matveï Kazakov

- no 2/14 : Ensemble de maisons du XVIIIe siècle et du début du XXe siècle
- no 4/17 : Immeuble de rapport, construit en 1913, par Sergueï Voskressensky, pour la famille Olovianichnikov, appartenant aujourd'hui à l'État.
- no 6/20 : Immeuble de rapport de 1878
- no 8/1 : Immeuble de rapport de 1910, ancien lycée Vinogradski
- no 8 à no 10 : Jardin Milioutine
- no 12 : Hôtel particulier de la sœur de Savva Morozov, Y. Krestovnikova, aujourd'hui siège du parquet de Moscou.
- no 14/6 : Immeuble de rapport d'Y. Krestovnikova, construit en 1913
- no 18/15 : Hôtel particulier de la famille Karzinkine, construit à la fin du XVIIIe siècle